# Maria Fratangelo
Maria Fratangelo (* im 20. Jahrhundert) ist eine italienische Rechtsanwältin und Kirchenrechtlerin an der Römischen Rota. 
Maria Fratangelo war bis anhin an der Römischen Rota als Anwältin tätig. Papst Franziskus berief sie am 8. November 2018 zur Ehebandverteidigerin an der Römischen Rota, einem von drei Gerichten der Kurie.
Fratangelo ist die erste Frau in dieser Position am zweithöchsten vatikanischen Gericht; bisher wurden ausschließlich Anwälte mit Priesterweihe berufen. Fratangelo folgte auf Robert Golebiowski.